# NGC 4478
NGC 4478 este o galaxie eliptică situată în constelația Fecioara. A fost descoperită în 12 aprilie 1784 de către William Herschel. Se află la o distanță de 16,44 megaparseci de Pământ.